# Rajamancera

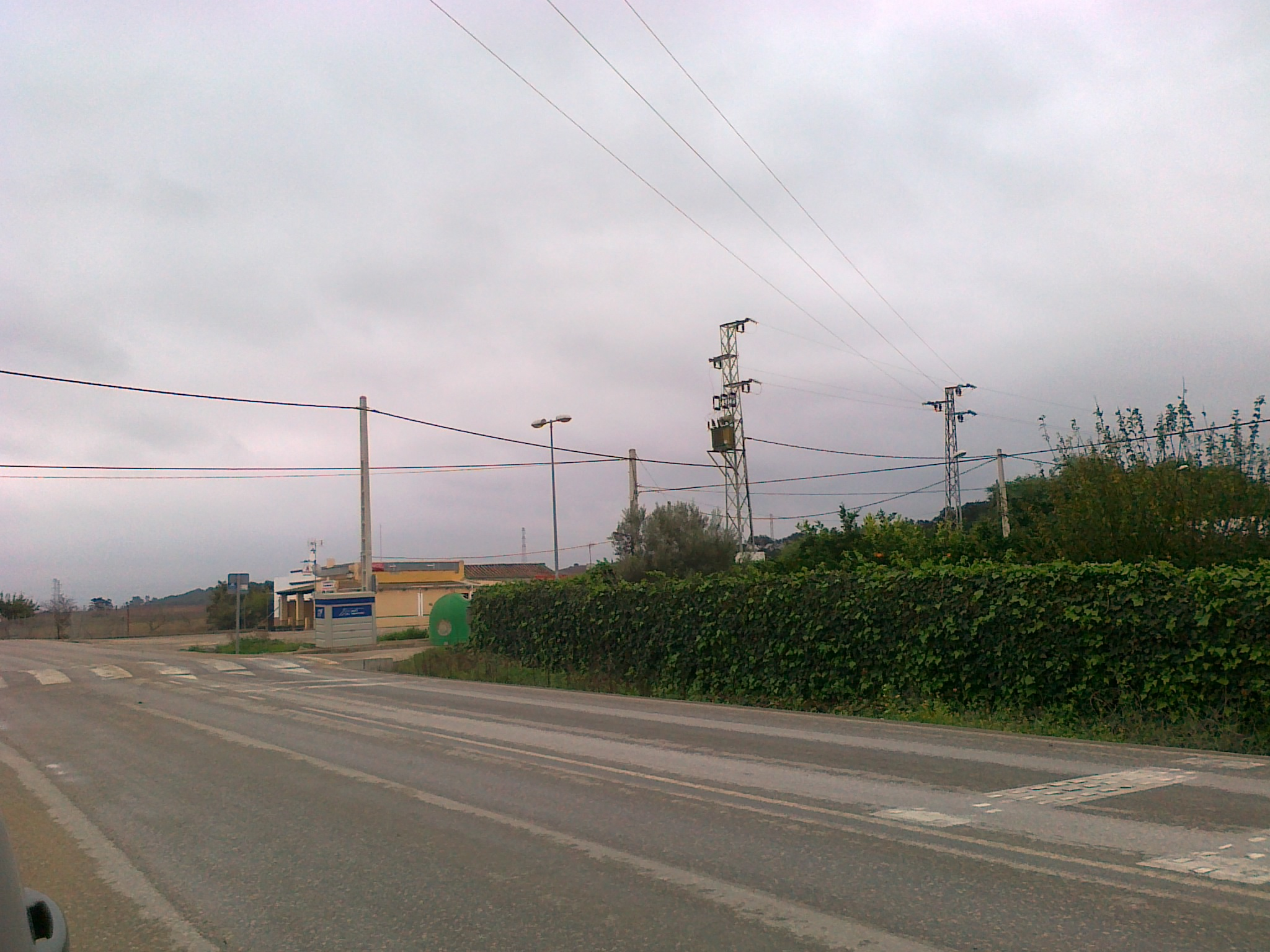
Rajamancera desde la carretera.

Rajamancera es una barriada rural del municipio andaluz de Jerez de la Frontera. Su nombre completo es "Rajamancera-Cañada del León"

## Ubicación
Está localizada en la carretera CA-3110 entre Torrecera y La Ina. Esta localización la hace especialmente sensible a inundaciones del río Guadalete.

## Lugares de interés
Destaca El Palomar de Zurita, explotación del siglo XIX dedicada a la cría de pichones y palomas así como a la producción de abono con sus deposiciones

## Fiestas
La barriada celebra una verbena en agosto.